# Адријан и Евула
Адријан и Евула су хришћански мученици. 
Они беху дошли на свога места Ванеје у Кесарију Кападокијску, да посете у тамници затворене хришћане, те да их утеше и охрабре. Али, и они буду ухваћени и на смрт осуђени. Адријана посеку мачем, а Евулу баце пред зверове 309. године.
Српска православна црква слави их 3. фебруара по црквеном, а 16. фебруара по грегоријанском календару.